# Kazumasa Uesato
Kazumasa Uesato (Okinawa, 13 maart 1986) is een Japans voetballer.

## Carrière
Kazumasa Uesato speelde tussen 2004 en 2011 voor Consadole Sapporo en FC Tokyo. Hij tekende in 2012 bij Tokushima Vortis.